# Danh sách tập phim Pokémon: Best Wishes!
Pocket Monsters: Best Wishes (ポケットモンスター ベストウイッシュ), còn có tên tiếng Anh là Pokémon the Series: Black & White, tại Việt Nam còn được gọi là Pokémon: Black & White, hay đơn giản là Pokémon BW, là phần thứ 4 trong xê-ri anime Pokémon dựa trên thương hiệu trò chơi điện tử Pokémon sáng lập bởi Tajiri Satoshi. Là phần kế tiếp sau Pocket Monsters: Diamond & Pearl. Được phát sóng tại Nhật Bản từ 23 tháng 9 năm 2010 đến 3 tháng 10 năm 2013, bao gồm 144 tập. Gồm có 4 chương trong phần này là: Best Wishes!, Best Wishes! Season 2, BW!S2: Episode N và BW!S2: Decolora Adventure. Mùa này kể về cuộc hành trình của Satoshi với các bạn đồng hành mới là Iris và Dento khám phá vùng Isshu. Bộ ba Băng Hỏa Tiễn, Musashi, Kojiro và Nyarth cũng trở lại trong mùa này.
Tại Mỹ, xê-ri được trình chiếu từ ngày 12 tháng 2 năm 2011 đến 7 tháng 12 năm 2013 và được chia thành bốn mùa nhỏ gồm Black & White (BW) (mùa 14: từ tập 660 đến 707), BW: Rival Destinies (mùa 15: từ tập 708 đến 756), BW: Adventures in Unova (mùa 16 phần 1: từ tập 757 đến 781) và BW: Adventures in Unova and Beyond (mùa 16 phần 2: từ tập 782 đến 801).
Tại Việt Nam, 108 tập đầu phần này từng được Công ty Cổ phần Truyền thông Trí Việt (TVM Corp.) mua bản quyền và phát sóng trên kênh HTV3 từ ngày 25 tháng 1 năm 2014 với tên gọi Pokémon. Từ ngày 28 tháng 10 năm 2017, 108 tập từng phát trên HTV3 (trừ tập 55, 76, 77) và các tập còn lại của mùa này được POPS Worldwide mua lại phát hành trên kênh Youtube POPS Kids, từ tập 109 của phần này phim được lồng tiếng bởi ACE Media với tên gọi Pokémon BW. Bản tiếng Anh có phụ đề tiếng Việt cũng được kênh Disney Channel Đông Nam Á  phát toàn bộ từ năm 2017 cho đến khi kênh đóng cửa vào cuối năm 2021. Từ đầu năm 2021, Pops Kids đã xoá toàn bộ các tập của loạt phim này khiến cho mùa Best Wishes biến mất tại Việt Nam. Đến ngày 31 tháng 10 năm 2021, thì loạt phim được trình chiếu lại trên kênh Youtube BH Media sau khi POPS Kids ngưng phát sóng.

## Danh sách tập
| Lưu ý | Lưu ý | Lưu ý | Lưu ý | Lưu ý | Lưu ý |
| --- | ----- | ----- | ----- | ----- | ----- |
| Tên một số tập phim bằng tiếng Việt trong bài viết này không phải là tên chính thức do bản dịch phát hành tại Việt Nam không đảm bảo về độ chính xác và tính thống nhất |       |       |       |       |       |

### Mùa 1
| STT toàn xê-ri | STT trong BW | Tên tập phim | Ngày phát sóng gốc   | Ngày phát sóng tiếng Việt |
| -------------- | ------------ | --- | -------------------- | ------------------------- |
| 660            | 1            | "Đến vùng Isshu! Cái bóng của Zekrom" "Isshu Chihō e! Zekuromu no Kage!!" (イッシュ地方へ！ゼクロムの影！！)                                                                                 | 23 tháng 9 năm 2010  | 25 tháng 1 năm 2014       |
| 661            | 2            | "Iris và Kibago!" "Airisu to Kibago!" (アイリスとキバゴ！) | 23 tháng 9 năm 2010  | 26 tháng 1 năm 2014       |
| 662            | 3            | "Mijyumaru! Meguroko! Thoát trong gang tấc!!" "Mijumaru! Meguroko! Kikkiippatsu!!" (ミジュマル！メグロコ！危機一髪！！)                                                                      | 30 tháng 9 năm 2010  | 1 tháng 2 năm 2014        |
| 663            | 4            | "Câu lạc bộ thi đấu! Pokémon kỳ lạ xuất hiện!!" "Batoru Kurabu! Nazo no Pokemon Arawareru!!" (バトルクラブ！謎のポケモン現る！！)                                                            | 7 tháng 10 năm 2010  | 2 tháng 2 năm 2014        |
| 664            | 5            | "Nhà thi đấu ở Sanyo! Thi đấu Baoppu, Hiyappu và Yanappu!!" "San'yō Jimu! Tai Baoppu, Hiyappu, Yanappu!!" (サンヨウジム！VSバオップ、ヒヤップ、ヤナップ！！)                                 | 14 tháng 10 năm 2010 | 8 tháng 2 năm 2014        |
| 665            | 6            | "Khu tàn tích giấc mơ! Munna và Mushana!!" "Yume no Atochi! Munna to Mushāna!!" (夢の跡地！ムンナとムシャーナ！！)                                                                           | 21 tháng 10 năm 2010 | 9 tháng 2 năm 2014        |
| 666            | 7            | "Tsutarja phải quyến rũ mới thu phục được sao!?" "Tsutāja Getto de Meromero!?" (ツタージャ・ゲットでメロメロ！？)                                                                            | 28 tháng 10 năm 2010 | 15 tháng 2 năm 2014       |
| 667            | 8            | "Darumakka và Hihidaruma! Bí mật của đồng hồ" "Darumakka to Hihidaruma! Dokeitō no Himitsu!!" (ダルマッカとヒヒダルマ！時計塔の秘密！！)                                                     | 4 tháng 11 năm 2010  | 16 tháng 2 năm 2014       |
| 668            | 9            | "Rết khổng lồ Pendora! Giải cứu Kibago!" "Pendorā Bōsō! Kibago o Sukue!" (ペンドラー暴走！キバゴを救え！)                                                                                    | 11 tháng 11 năm 2010 | 22 tháng 2 năm 2014       |
| 669            | 10           | "Trận đấu khốc liệt! Pururil đối thủ đáng gờm!!" "Raibaru Batoru! Kyōteki Pururiru!!" (ライバルバトル！強敵プルリル！！)                                                                     | 18 tháng 11 năm 2010 | 23 tháng 2 năm 2014       |
| 670            | 11           | "Ishizumai! Hãy lấy lại ngôi nhà của bạn!!" "Ishizumai! Jibun no Ie o Torimodose!!" (イシズマイ！自分の家をとりもどせ！！)                                                                   | 2 tháng 12 năm 2010  | 1 tháng 3 năm 2014        |
| 671            | 12           | "Chiến binh Yabukuron, Pháo đài bí mật!?" "Yabukuron Sentai to Himitsukichi!?" (ヤブクロン戦隊と秘密基地！？)                                                                                | 9 tháng 12 năm 2010  | 2 tháng 3 năm 2014        |
| 672            | 13           | "Chillarmy, Pokemon yêu thích sạch sẽ!?" "Chirāmyi wa Kireizuki!?" (チラーミィはきれいずき！？)                                                                                              | 16 tháng 12 năm 2010 | 8 tháng 3 năm 2014        |
| 673            | 14           | "Thành phố Shippo! Những câu chuyện kì lạ!!" "Shippō Shiti! Hakubutsukan de Daibōken!!" (シッポウシティ！博物館で大冒険！！)                                                                 | 23 tháng 12 năm 2010 | 9 tháng 3 năm 2014        |
| 674            | 15           | "Trận đấu tại nhà thi đấu Shippo! Đối đầu với thủ lĩnh Aloe!!" "Shippō Jimu Ikusa! Tai Jimu Rīdā Aroe!!" (シッポウジム戦！VSジムリーダー・アロエ！！)                                        | 6 tháng 1 năm 2011   | 15 tháng 3 năm 2014       |
| 675            | 16           | "Trận đấu thứ hai ở Shippo! Chiêu thức mới bùng nổ!!" "Saisen Shippō Jimu! Shin Waza Sakuretsu!!" (再戦シッポウジム！新技炸裂！！)                                                           | 13 tháng 1 năm 2011  | 16 tháng 3 năm 2014       |
| 676            | 17           | "Nhóc khó chịu nở ra từ quả trứng!" "Tamago kara Kaetta Abarenbō!" (タマゴからかえったあばれん坊！)                                                                                          | 20 tháng 1 năm 2011  | 22 tháng 3 năm 2014       |
| 677            | 18           | "Khu rừng Yaguruma! Kurumiru và Arti!!" "Yaguruma no Mori! Kurumiru to Āti!!" (ヤグルマの森！クルミルとアーティ！！)                                                                         | 27 tháng 1 năm 2011  | 23 tháng 3 năm 2014       |
|                |              | "Hikari – Aratanaru Tabidachi!/Nibi Jimu – Shijō Saidai no Kiki!" (ヒカリ・新たなる旅立ち！／ニビジム・史上最大の危機！)                                                                     | 3 tháng 2 năm 2011   | Không phát sóng           |
| 678            | 19           | "Cuộc chiến giữa hai chuyên gia thẩn định Pokemon! Ishizumai và Futachimaru!!" "Somurie Taiketsu! Ishizumai Tai Futachimaru!!" (ソムリエ対決！イシズマイVSフタチマル！！)                    | 17 tháng 2 năm 2011  | 29 tháng 3 năm 2014       |
| 679            | 20           | "Pikachu đối đầu Meguroko, Koaruhii!!" "Pikachū Tai Meguroko Tai Koaruhī!!" (ピカチュウVSメグロコVSコアルヒー！！)                                                                           | 24 tháng 2 năm 2011  | 30 tháng 3 năm 2014       |
| 680            | 21           | "Cầu Skyarrow và Gochiruzeru!" "Sukai Arō Burijji to Gochiruzeru!" (スカイアローブリッジとゴチルゼル！)                                                                                      | 3 tháng 3 năm 2011   | 5 tháng 4 năm 2014        |
| 681            | 22           | "Thành phố Hiun! Fushide hoảng loạn!!" "Hiun Shiti! Fushide Panikku!" (ヒウンシティ！フシデパニック！！)                                                                                     | 10 tháng 3 năm 2011  | 6 tháng 4 năm 2014        |
| -              | -            | "Nhóm Rocket đối đầu nhóm Plasma! (Phần đầu)" "Roketto-dan Tai Purazuma-dan! (Zenpen)" (ロケット団ＶＳプラズマ団！（前編）)                                                                  | Không phát sóng      | Không phát sóng           |
| -              | -            | "Nhóm Rocket đối đầu nhóm Plasma! (Phần cuối)" "Roketto-dan Tai Purazuma-dan! (Kōhen)" (ロケット団ＶＳプラズマ団！（後編）)                                                                  | Không phát sóng      | Không phát sóng           |
| 682            | 23           | "Nhà thi đấu Hiun! Trận đấu với người mang trái tim thuần khiết!!" "Hiun Jimu Sen! Junjō Hāto no Mushi Pokemon Batoru!!" (ヒウンジム戦！純情ハートの虫ポケモンバトル！！)                    | 17 tháng 3 năm 2011  | 12 tháng 4 năm 2014       |
| 683            | 24           | "Cẩn thận với gương mặt đáng yêu! Bị Emonga làm tê liệt!!" "Kawaii Kao ni Yōchūi! Emonga de Shibirebire!!" (かわいい顔に要注意！エモンガでシビレビレ！！)                                    | 24 tháng 3 năm 2011  | 13 tháng 4 năm 2014       |
| 684            | 25           | "Emonga đấu cùng Tsutarja! Sự hỗn loạn về chiêu thức hoán đổi tức thời!!" "Emonga Tai Tsutāja! Boruto Chenji de Daikonran!!" (エモンガＶＳツタージャ！ボルトチェ ンジで大混乱！！)           | 31 tháng 3 năm 2011  | 19 tháng 4 năm 2014       |
| 685            | 26           | "Câu chuyện kinh hoàng tại Hitomoshi!" "Hitomoshi Yashiki no Kowa~i Ohanashi!" (ヒトモシ屋敷のこわ～いお話！)                                                                                | 7 tháng 4 năm 2011   | 20 tháng 4 năm 2014       |
| 686            | 27           | "Con đường để trở thành bậc thầy huấn luyện rồng! Kibago đối đầu với Kurimugan!!" "Doragon Masutā e no Michi! Kibago Tai Kurimugan!!" (ドラゴンマスターへの道！キバゴＶＳクリムガン！！)     | 14 tháng 4 năm 2011  | 26 tháng 4 năm 2014       |
| 687            | 28           | "Vỏ chân bị mất! Mijumaru khủng hoảng!!" "Kieta Hotachi! Mijumaru Saidai no Kiki!!" (消えたホタチ！ミジュマル最大の危機！！)                                                                 | 21 tháng 4 năm 2011  | 27 tháng 4 năm 2014       |
| 688            | 29           | "Monmen si tình lang thang vô định!" "Koisuru Monmen wa Kaze ni Notte!" (恋するモンメンは風に乗って！)                                                                                       | 28 tháng 4 năm 2011  | 3 tháng 5 năm 2014        |
| 689            | 30           | "Rigure và vật thể bay không xác định!" "Rigurē to Mikakunin Hikō Buttai!" (リグレーと未確認飛行物体！)                                                                                      | 5 tháng 5 năm 2011   | 4 tháng 5 năm 2014        |
| 690            | 31           | "Trận đấu tranh tài! Vaniputchi và Dokkora xuất hiện!!" "Raibaru Batoru! Baniputchi, Dokkorā Sansen!!" (ライバルバトル！バニプッチ、ドッコラー参戦！！)                                      | 12 tháng 5 năm 2011  | 10 tháng 5 năm 2014       |
| 691            | 32           | "Gamagaru và Maggyo! Cuộc chiến trên mặt nước!!" "Gamagaru, Maggyo! Mizube no Tatakai!!" (ガマガル、マッギョ！水辺の戦い！！)                                                                | 19 tháng 5 năm 2011  | 11 tháng 5 năm 2014       |
| 692            | 33           | "Cuộc khiêu chiến của chuyên gia trị hệ Rồng! Iris và Doryuzu!!" "Doragon Basutā Tōjō! Airisu to Doryūzu!!" (ドラゴンバスター登場！アイリスとドリュウズ！！)                                 | 26 tháng 5 năm 2011  | 17 tháng 5 năm 2014       |
| 693            | 34           | "Dangoro! Bắn chùm sáng đại bác!!" "Dangoro! Rasutā Kanon Hassha seyo!!" (ダンゴロ！ラスターカノン発射せよ！！)                                                                              | 2 tháng 6 năm 2011   | 18 tháng 5 năm 2014       |
| 694            | 35           | "Thám tử Dento! Vụ án Tabunne mất tích!!" "Somurie Tantei Dento! Tabunne Shissō Jiken!!" (ソムリエ探偵デント！タブンネ失踪事件！！)                                                          | 9 tháng 6 năm 2011   | 24 tháng 5 năm 2014       |
| 695            | 36           | "Hồi sinh hóa thạch! Loài chim cổ bí ẩn Archeos!!" "Kaseki Fukkatsu! Kodai Kaichō Ākeosu!!" (化石復活！古代怪鳥アーケオス！！)                                                               | 16 tháng 6 năm 2011  | 25 tháng 5 năm 2014       |
| 696            | 37           | "Nhà thẩm định Dento câu cá!!" "Tsuri Somurie Dento Tōjō!!" (釣りソムリエ・デント登場！！)                                                                                                   | 23 tháng 6 năm 2011  | 31 tháng 5 năm 2014       |
| 697            | 38           | "Bộ phim Zoroa! Huyền thoại kỵ sĩ Pokemon!!" "Zoroa Za Mubi! Pokemon Naito no Densetsu!!" (ゾロア・ザ・ムービー！ポケモンナイトの伝説！！)                                                   | 30 tháng 6 năm 2011  | 1 tháng 6 năm 2014        |
| 698            | 39           | "Bạn bè hội tụ! Trận đấu của Don!!" "Zen'in Shūgō! Don Batoru!!" (全員集合！ドンバトル！！)                                                                                                  | 7 tháng 7 năm 2011   | 7 tháng 6 năm 2014        |
| 699            | 40           | "Nóng bỏng ở giải đấu Don Goerge! Tsutaja đối đầu Komatana!!" "Nettō Don Batoru! Tsutāja Tai Komatana!!" (熱闘ドンバトル！ツタージャVSコマタナ！！)                                          | 21 tháng 7 năm 2011  | 8 tháng 6 năm 2014        |
| 700            | 41           | "Trận đấu nóng bỏng! Emonga và Dageki!!" "Hakunetsu Don Batoru! Emonga Tai Dageki!!" (白熱ドンバトル！エモンガVSダゲキ！！)                                                                  | 4 tháng 8 năm 2011   | 14 tháng 6 năm 2014       |
| 701            | 42           | "Trận thi đấu Don quyết định! Satoshi đối đầu với Iris!!" "Kessen Don Batoru! Satoshi Tai Airisu!!" (!!決戦ドンバトル！サトシ対アイリス！！)                                                 | 11 tháng 8 năm 2011  | 15 tháng 6 năm 2014       |
| 702            | 43           | "Người đàm phán Nyasu! Hành trình thuyết phục Zuruzukin!!" "Nyagoshiētā Nyāsu! Zuruzukin Setoku Sakusen!!" (ニャゴシエーター・ニャース！ズルズキン説得作戦！！)                              | 18 tháng 8 năm 2011  | 21 tháng 6 năm 2014       |
| 703            | 44           | "Nyasu và Mijumaru! Coi chừng Choroneko!!" "Choroneko ni Goyōjin! Nyāsu to Mijumaru!!" (チョロネコに御用心！ニャースとミジュマル！！)                                                        | 25 tháng 8 năm 2011  | 22 tháng 6 năm 2014       |
| 704            | 45           | "Ohbemu, Daburan và kẻ trộm giấc mơ!" "Ōbemu to Daburan to Yume Dorobō!" (オーベムとダブランと夢泥棒！)                                                                                      | 1 tháng 9 năm 2011   | 28 tháng 6 năm 2014       |
| 705            | 46           | "Nhà ngoại giao Nyasu! Vượt qua các thử thách của khu rừng Tsunbear!!" "Nyagoshiētā Nyāsu! Tsunbeā no Mori o Toppa seyo!!" (ニャゴシエーター・ニャース！ツンベアーの森を突破せよ！！)        | 8 tháng 9 năm 2011   | 29 tháng 6 năm 2014       |
| 706            | 47           | "Trận chiến tàu điện ngầm (Phần đầu)" "Gekisō! Batoru Sabuwei!! (Zenpen)" (激走！バトルサブウェイ!! （前編）)                                                                                | 15 tháng 9 năm 2011  | 4 tháng 7 năm 2014        |
| 707            | 48           | "Trận chiến tàu điện ngầm (Phần cuối)" "Gekisō! Batoru Sabuwei!! (Kōhen)" (激走！バトルサブウェイ!! （後編）)                                                                                | 15 tháng 9 năm 2011  | 5 tháng 7 năm 2014        |
| 708            | 49           | "Người mẫu quyến rũ Kamisure! Thủ lĩnh nhà thi đấu!!" "Jimu Rīdā wa Karisuma Moderu! Kamisure Tōjō!!" (ジムリーダーはカリスマモデル！カミツレ登場！！)                                       | 22 tháng 9 năm 2011  | 11 tháng 7 năm 2014       |
| 709            | 50           | "Nhà thi đấu Raimon! Trận đấu sốc điện hoa lệ!!" "Raimon Jimu! Kareinaru Dengeki Batoru!!" (ライモンジム！華麗なる電撃バトル！！)                                                            | 29 tháng 9 năm 2011  | 12 tháng 7 năm 2014       |
| 710            | 51           | "Satoshi và Dento so tài với anh em tàu điện ngầm!" "Satoshi, Dento Tai Sabuwei Masutā!" (サトシ、デントVSサブウェイマスター！)                                                              | 6 tháng 10 năm 2011  | 18 tháng 7 năm 2014       |
| 711            | 52           | "Satoshi tranh tài cùng nhà vô địch Adeku" "Satoshi Tai Chanpion Adeku!" (サトシVSチャンピオン・アデク！)                                                                                    | 13 tháng 10 năm 2011 | 19 tháng 7 năm 2014       |
| 712            | 53           | "Bên kia cầu vồng! Ban nhạc Marakatchi!" "Niji no Kanata e! Marakatchi de Myūjikaru!!" (虹の彼方へ！マラカッチでミュージカル！！)                                                            | 27 tháng 10 năm 2011 | 8 tháng 11 năm 2014       |
| 713            | 54           | "Mebukijika chuyển hóa theo bốn mùa" "Mebukijika! Shunkashūtō Seizoroi!!" (メブキジカ！春夏秋冬勢揃い！！)                                                                                   | 3 tháng 11 năm 2011  | 9 tháng 11 năm 2014       |
| 714            | 55           | "Zuruggu và Gochimu xấu tính!" "Zuruggu to Wagamama Gochimu!" (ズルッグとわがままゴチム！)                                                                                                   | 10 tháng 11 năm 2011 | 15 tháng 11 năm 2014      |
| 715            | 56           | "Iris và Monozu huấn luyện tại trại trẻ" "Airisu to Monozu! Sodateya Shugyō!!" (アイリスとモノズ！育て屋修行！！)                                                                            | 24 tháng 11 năm 2011 | 16 tháng 11 năm 2014      |
| 716            | 57           | "Anh hùng tốc độ A-Gilder đối đầu Người tinh cầu!" "Kaiketsu A☆girudā Tai Furīji-Otoko!" (快傑ア☆ギルダーVSフリージ男！)                                                                     | 1 tháng 12 năm 2011  | 22 tháng 11 năm 2014      |
| 717            | 58           | "Trận đấu giữa hai anh em Dento và Poddo! Baoppu đối đầu Yanappu!!" "Dento to Poddo Kyōdai Batoru! Baoppu Tai Yanappu!!" (デントとポッド兄弟バトル！バオップVSヤナップ！！)                  | 8 tháng 12 năm 2011  | 23 tháng 11 năm 2014      |
| 718            | 59           | "Tornelos, Voltolos và Landlos (Phần đầu)" "Torunerosu Tai Borutorosu Tai Randorosu! (Zenpen)" (トルネロスVSボルトロスVSランドロス！（前編）)                                                | 15 tháng 12 năm 2011 | 29 tháng 11 năm 2014      |
| 719            | 60           | "Tornelos, Voltolos và Landlos (Phần cuối)" "Torunerosu Tai Borutorosu Tai Randorosu! (Kōhen)" (トルネロスVSボルトロスVSランドロス！（後編）)                                                | 22 tháng 12 năm 2011 | 30 tháng 11 năm 2014      |
| 720            | 61           | "Đối đầu với bác Yakon tại nhà thi đấu dưới lòng đất" "Chitei no Jimu Sen! Tai Yākon!!" (地底のジム戦！VSヤーコン！！)                                                                       | 5 tháng 1 năm 2012   | 6 tháng 12 năm 2014       |
| 721            | 62           | "Bachuru và Denchura! Hang động đá điện khí!!" "Bachuru, Denchura! Denkiishi no Horaana!!" (バチュル、デンチュラ！電気石の洞穴！！)                                                          | 12 tháng 1 năm 2012  | 7 tháng 12 năm 2014       |
| 722            | 63           | "Tiến hóa trao đổi! Chervago và Agilder!!" "Tsūshin Kōkan Shinka! Shubarugo to Agirudā!!" (通信交換進化！シュバルゴとアギルダー！！)                                                         | 19 tháng 1 năm 2012  | 13 tháng 12 năm 2014      |
| 723            | 64           | "Tàn tích của anh hùng bóng đêm! Symboler và Desukaan!!" "Kuroki Eiyū no Iseki! Shinborā to Desukān!!" (黒き英雄の遺跡！シンボラーとデスカーン！！)                                          | 26 tháng 1 năm 2012  | 14 tháng 12 năm 2014      |
| 724            | 65           | "Trận đấu tay đôi: Pikachu và Waruviru, Pendora và Gamageroge" "Daburu Batoru! Pikachū, Warubiru Tai Pendorā, Gamageroge!!" (ダブルバトル！ピカチュウ・ワルビルVSペンドラー・ガマゲロゲ！！) | 2 tháng 2 năm 2012   | 20 tháng 12 năm 2014      |
| 725            | 66           | "Chấp nhận Afuro! Loại trừ Baffuron!!" "Afuro de Gō! Baffuron wa Nō!!" (アフロでGO！バッフロンはNO！！)                                                                                      | 16 tháng 2 năm 2012  | 21 tháng 12 năm 2014      |
| 726            | 67           | "Trận chiến trong đầu ở nhà thi đấu Fukiyose! Người thách đấu Dento!?" "Fukiyose Jimu no Ea Batoru! Chōsensha Dento!?" (フキヨセジムのエアバトル！挑戦者デント！？)                          | 23 tháng 2 năm 2012  | 27 tháng 12 năm 2014      |
| 727            | 68           | "Nhà thi đấu Fukiyose! Đối đầu với Furo, trận quyết đấu trên không!!" "Fukiyose Jimu! Tai Fūro Kūchū Kessen!!" (フキヨセジム！VSフウロ空中決戦！！)                                          | 1 tháng 3 năm 2012   | 28 tháng 12 năm 2014      |
| 728            | 69           | "Vượt qua chướng ngại vật! Leo lên ngọn tháp chọc trời!!" "Nankan Toppa!! Tenkū no Tō o Nobore!!" (難関突破！！天空の塔を登れ！！)                                                           | 8 tháng 3 năm 2012   | 3 tháng 1 năm 2015        |
| 729            | 70           | "Giải đấu Donnamaito bắt đầu! Zuruggu đối đầu Yanakki!!" "Donnamaito Kaimaku! Zuruggu tai Yanakkī!!" (ドンナマイト開幕！ズルッグＶＳヤナッキー！！)                                          | 15 tháng 3 năm 2012  | 4 tháng 1 năm 2015        |
| 730            | 71           | "Giải đấu Donnamaito vẫn đang tiếp diễn! Kurimugan đối đầu Kirikizan" "Dondon Tsuzuku yo Donnamaito! Kurimugan tai Kirikizan!!" (どんどん続くよドンナマイト！クリムガンＶＳキリキザン！！)   | 22 tháng 3 năm 2012  | 10 tháng 1 năm 2015       |
| 731            | 72           | "Giải đấu Donnamaito gay cấn! Kirikizab đối đầu Enbuoh!!" "Nettō Donnamaito! Kirikizan tai Enbuō!!" (熱闘ドンナマイト！キリキザンVSエンブオー！！)                                           | 29 tháng 3 năm 2012  | 11 tháng 1 năm 2015       |
| 732            | 73           | "Trận đấu quyết định giải Donnamaito! Nageki đối đầu Dageki!!" "Kessen Donnamaito! Nageki tai Dageki!!" (決戦ドンナマイト！ナゲキVSダゲキ！！)                                               | 5 tháng 4 năm 2012   | 17 tháng 1 năm 2015       |
| 733            | 74           | "Giải cứu Kibago ở tổ Aianto" "Kibago Kyūshutsu! Aianto no Sōkutsu!!" (キバゴ救出！アイアントの巣窟！！)                                                                                     | 12 tháng 4 năm 2012  | 18 tháng 1 năm 2015       |
| 734            | 75           | "Trận đấu khốc liệt ở núi Neji! Phép màu của Abagora!! (Phần đầu)" "Nejiyama no Gekitō! Abagōra no Kiseki!! (Zenpen)" (ネジ山の激闘！アバゴーラの奇跡！！（前編）)                           | 19 tháng 4 năm 2012  | 24 tháng 1 năm 2015       |
| 735            | 76           | "Trận đấu khốc liệt ở núi Neji! Phép màu của Abagora!! (Phần cuối)" "Nejiyama no Gekitō! Abagōra no Kiseki!! (Kōhen)" (ネジ山の激闘！アバゴーラの奇跡！！（後編）)                           | 26 tháng 4 năm 2012  | 25 tháng 1 năm 2015       |
| 736            | 77           | "Ký ức rực lửa! Pokabu đối đầu Enbuoh!!" "Honō no Memorī! Pokabu tai Enbuō!!" (炎のメモリー！ポカブＶＳエンブオー！！)                                                                       | 3 tháng 5 năm 2012   | 31 tháng 1 năm 2015       |
| 737            | 78           | "Hachiku vào cuộc! Ngọn núi thiêng Urugamosu!!" "Hachiku Tōjō! Urugamosu no Seinaru Yama!!" (ハチク登場！ウルガモスの聖なる山！！)                                                           | 10 tháng 5 năm 2012  | 1 tháng 2 năm 2015        |
| 738            | 79           | "Nhà thi đấu Sekka! Trận đấu trên băng!!" "Sekka Jimu Sen! Kōri no Batorufīrudo!!" (セッカジム戦！氷のバトルフィールド！！)                                                                  | 17 tháng 5 năm 2012  | 7 tháng 2 năm 2015        |
| 739            | 80           | "Cuộc đối đầu giữa các chuyên gia thẩm định! Trận thi đấu đánh giá" "Pokemon Somurie Taiketsu! Teisutingu Batoru!!" (ポケモンソムリエ対決！テイスティングバトル！！)                         | 24 tháng 5 năm 2012  | 8 tháng 2 năm 2015        |
| 740            | 81           | "Viện nghiên cứu Tesshido! Iris và Bainbanira!!" "Tesshīdo Kenkyūjo! Airisu to Baibanira!!" (テッシード研究所！アイリスとバイバニラ！！)                                                     | 31 tháng 5 năm 2012  | 14 tháng 2 năm 2015       |
| 741            | 82           | "Trận chiến điện ảnh! Đội cảnh vệ vùng Isshu vào cuộc!!" "Eiga Taiketsu! Shutsugeki Isshu Bōeitai!!" (映画対決！出撃イッシュ防衛隊！！)                                                      | 7 tháng 6 năm 2012   | 15 tháng 2 năm 2015       |
| 742            | 83           | "Quyết đấu tại nhà thi đấu Tachiwaki! Đối đầu Homica!! (Phần đầu)" "Gekitō Tachiwaki Jimu! Bui Esu Homika!! (Zenpen)" (激闘タチワキジム！VSホミカ！！（前編）)                               | 14 tháng 6 năm 2012  | 21 tháng 2 năm 2015       |
| 743            | 84           | "Quyết đấu tại nhà thi đấu Tachiwaki! Đối đầu Homica!! (Phần cuối)" "Gekitō Tachiwaki Jimu! Bui Esu Homika!! (Kōhen)" (激闘タチワキジム！VSホミカ！！（後編）)                               | 14 tháng 6 năm 2012  | 22 tháng 2 năm 2015       |

### Mùa 2
| STT chính | STT theo xê-ri | Tên tập phim | Ngày phát sóng gốc   | Ngày phát sóng tiếng Việt |
| --------- | -------------- | --- | -------------------- | ------------------------- |
| 744       | 85             | "Hát lên Meloetta! Những giai điệu bất hủ!!" "Utae Meroetta! Ai no Senritsu!!" (歌えメロエッタ！愛の旋律！！)                                                                                    | 21 tháng 6 năm 2012  | 28 tháng 2 năm 2015       |
| 745       | 86             | "Potchama đối đầu Yanappu! Một trận đấu vô cùng hấp dẫn!!" "Potchama Tai Yanappu! Karei naru Batoru!!" (ポッチャマＶＳヤナップ！華麗なるバトル！！)                                              | 28 tháng 6 năm 2012  | 1 tháng 3 năm 2015        |
| 746       | 87             | "Trận chiến quyết liệt! Sống sót trên đảo Iwark!!" "Iwāku no Shima de Sabaibaru!" (イワークの島でサバイバル！)                                                                                   | 5 tháng 7 năm 2012   | 7 tháng 3 năm 2015        |
| 747       | 88             | "Nhà thẩm định Dento làm thám tử! Truy tìm tung tích Kamashun!!" "Somurie Tantei Dento! Kieta Kumashun no Nazo!!" (ソムリエ探偵デント！消えたクマシュンの謎！！)                                 | 19 tháng 7 năm 2012  | 8 tháng 3 năm 2015        |
| 748       | 89             | "Iris và Kairyu! Cuộc đối đầu mạnh mẽ!!" "Airisu to Abaremono Kairyū!" (アイリスと暴れ者カイリュー！)                                                                                            | 26 tháng 7 năm 2012  | 14 tháng 3 năm 2015       |
| 749       | 90             | "Giải đấu trẻ bắt đầu! Kairyu đối đầu Tsunbear!!" "Junia Kappu Kaimaku! Kairyū tai Tsunbeā!!" (ジュニアカップ開幕！カイリューＶＳツンベアー！！)                                                 | 2 tháng 8 năm 2012   | 15 tháng 3 năm 2015       |
| 750       | 91             | "Trận đấu nảy lửa! Iris đối đầu Hikari!!" "Pawā Batoru! Airisu tai Hikari!!" (パワーバトル！アイ リスＶＳヒカリ！！)                                                                             | 23 tháng 8 năm 2012  | 21 tháng 3 năm 2015       |
| 751       | 92             | "Satoshi, Iris, Shuti! Ai sẽ là nhà vô địch!!" "Satoshi, Airisu, Shūtī! Saigo no Batoru!!" (サトシ、アイリス、シューティー！最後のバトル！！)                                                    | 30 tháng 8 năm 2012  | 22 tháng 3 năm 2015       |
| 752       | 93             | "Gặp gỡ rồi chia tay! Giải đấu trẻ!!" "Wakare to Deai no Junia Kappu!" (別れと出会いのジュニアカップ！)                                                                                          | 6 tháng 9 năm 2012   | 28 tháng 3 năm 2015       |
| 753       | 94             | "Trận đấu ở Seigaiha! Mantain đối đầu Daikenki!!" "Seigaiha Jimu Sen! Mantain tai Daikenki!!" (セイガイハジム戦！マンタインＶＳダイケンキ！！)                                                   | 13 tháng 9 năm 2012  | 29 tháng 3 năm 2015       |
| 754       | 95             | "Sự náo loạn ở trường mẫu giáo dành cho Pokemon! Washibon và Valchai!!" "Pokemon Hoikuen wa Ōsawagi! Washibon to Baruchai!" (ポケモン保育園は大騒ぎ！ワシボンとバルチャイ！)                     | 20 tháng 9 năm 2012  | 4 tháng 4 năm 2015        |
| 755       | 96             | "Meloetta và thần điện dưới đáy biển" "Meroetta to Kaitei no Shinden!" (メロエッタと海底の神殿！)                                                                                                | 27 tháng 9 năm 2012  | 5 tháng 4 năm 2015        |
| 756       | 97             | "Đòn tấn công của các linh thú! Nguy hại tột cùng cho Isshu!!" "Reijū Forumu Sōshingeki! Isshu Saidai no Kiki!!" (霊獣フォルム総進撃！イッシュ最大の危機！！)                                    | 4 tháng 10 năm 2012  | 11 tháng 4 năm 2015       |
| 757       | 98             | "Pokemon quý phái nhất thế giới!? Chillaccino đối đầu Tsutarja!" "Sekaiichi Karei na Pokemon!? Chirachīno tai Tsutāja!" (世界一華麗なポケモン！？チラチーノVSツタージャ！)                       | 11 tháng 10 năm 2012 | 12 tháng 4 năm 2015       |
| 758       | 99             | "Trận đấu đuổi bắt trên không và dưới mặt đất!" "Ōzora to Daichi no Taggu Batoru!" (大空と大地のタッグバトル！)                                                                                  | 18 tháng 10 năm 2012 | 18 tháng 4 năm 2015       |
| 759       | 100            | "Iris trở về làng Rồng" "Airisu, Ryū no Sato e Kaeru!" (アイリス、竜の里へ帰る！) | 25 tháng 10 năm 2012 | 19 tháng 4 năm 2015       |
| 760       | 101            | "Nhà thi đấu Soryu! Iris đối đầu với bác Shaga!!" "Sōryū Jimu! Airisu tai Shaga!!" (ソウリュウジム！アイリスＶＳシャガ！！)                                                                      | 8 tháng 11 năm 2012  | 25 tháng 4 năm 2015       |
| 761       | 102            | "Biệt đội Ibui xuất kích! Đội cứu hộ Pokemon!!" "Chīmu Ībui Shutsudō seyo! Pokemon Resukyū Tai!!" (チーム・イーブイ出動せよ！ポケモンレスキュー隊！！)                                           | 15 tháng 11 năm 2012 | 26 tháng 4 năm 2015       |
| 762       | 103            | "Khai mạc giải đấu Liên Minh Isshu tại Higaki! Satoshi đối đầu với Shuti!!" "Kaimaku: Isshu Rīgu Higaki Taikai! Satoshi tai Shūtī!!" (開幕 イッシュリーグ・ヒガキ大会！サトシ対シューティー！！) | 22 tháng 11 năm 2012 | 2 tháng 5 năm 2015        |
| 763       | 104            | "Trận đấu sôi sục! Phải dành chiến thắng trước kình địch!!" "Nettō! Raibaru Batoru o Kachinuke!!" (熱闘！ライバルバトルを勝ちぬけ！！)                                                           | 29 tháng 11 năm 2012 | 3 tháng 5 năm 2015        |
| 764       | 105            | "Kibago đi lạc!" "Kibago Maigo ni Naru!" (キバゴ迷子になる！) | 6 tháng 12 năm 2012  | 9 tháng 5 năm 2015        |
| 765       | 106            | "Dageki xuất hiện! Satoshi đối đầu Kenyan!!" "Dageki Tōjō! Satoshi tai Keniyan!!" (ダゲキ登場！サトシ対ケニヤン！！)                                                                             | 13 tháng 12 năm 2012 | 10 tháng 5 năm 2015       |
| 766       | 107            | "Satoshi đối đầu Kotetsu! Vũ khí bí mật Sazandra!!" "Satoshi tai Kotetsu! Himitsu Heiki Sazandora!!" (サトシ対コテツ！秘密兵器サザンドラ！！)                                                    | 20 tháng 12 năm 2012 | 16 tháng 5 năm 2015       |
| 767       | 108            | "Bế mạc giải Isshu! Pikachu đối đầu Lucario!!" "Ketchaku Isshu Rīgu! Pikachū tai Rukario!!" (決着イッシュリーグ！ピカチュウ対ルカリオ！！)                                                       | 10 tháng 1 năm 2013  | 17 tháng 5 năm 2015       |
| 768       | 109            | "Viện nghiên cứu Araragi! Bắt đầu hành trình mới!!" "Araragi Kenkyūjo! Aratanaru Tabidachi!!" (アララギ研究所！新たなる旅立ち！！)                                                               | 17 tháng 1 năm 2013  | 12 tháng 4 năm 2018       |
| 769       | 110            | "Bạn bè…Anh ấy có tên là "N"!" "Tomodachi... Sono Na wa Enu!" (トモダチ…その名はN！) | 24 tháng 1 năm 2013  | 12 tháng 4 năm 2018       |
| 770       | 111            | "Cheren, thủ lĩnh nhà thi đấu mới" "Shin Jimu Rīdā Cheren!" (新ジムリーダー・チェレン！) | 31 tháng 1 năm 2013  | 13 tháng 4 năm 2018       |
| 771       | 112            | "Akuroma đối đầu Handsome! Âm mưu của nhóm Plasma!" "Akuroma tai Hansamu! Purasuma-dan no Inbō!!" (アクロマVSハンサム！プラズマ団の陰謀！！)                                                     | 7 tháng 2 năm 2013   | 13 tháng 4 năm 2018       |
| 772       | 113            | "Nông trại Sangi mù sương! Ánh sáng của Denryu!" "Kiri no Sangi Bokujō! Denryū no Akari!!" (霧のサンギ牧場！デンリュウのあかり！！)                                                              | 14 tháng 2 năm 2013  | 14 tháng 4 năm 2018       |
| 773       | 114            | "Gặp lại N! Kế hoạch giải cứu Woguru!!" "Enu Futatabi! Wōguru Kyūshutsu Sakusen!!" (N再び！ウォーグル救出作戦！！)                                                                               | 21 tháng 2 năm 2013  | 14 tháng 4 năm 2018       |
| 774       | 115            | "Nhanh chân lên! Đội cứu hộ bờ biển Pokemon!!" "Isoge! Pokemon Wangan Kyūjotai!!" (急げ！ポケモン湾岸救助隊！！)                                                                                 | 28 tháng 2 năm 2013  | 15 tháng 4 năm 2018       |
| 775       | 116            | "Bùng cháy nào Lizardon! Quyết đấu với Kairyu!" "Moe yo Rizādon! Bui Esu Kairyū!" (燃えよリザードン！VSカイリュー！)                                                                             | 7 tháng 3 năm 2013   | 15 tháng 4 năm 2018       |
| 776       | 117            | "Dã tâm của nhóm Plasma! Pokemon bị thao túng!!" "Purazuma-dan no Yabō! Ayatsurareta Pokemon-tachi!!" (プラズマ団の野望！操られたポケモンたち！！)                                               | 14 tháng 3 năm 2013  | 16 tháng 4 năm 2018       |
| 777       | 118            | "Bí mật của N… Phía trước màn sương!" "Enu no Himitsu... Kiri no Kanata ni!" (Nの秘密…霧の彼方に！)                                                                                              | 21 tháng 3 năm 2013  | 16 tháng 4 năm 2018       |
| 778       | 119            | "Nhóm Rocket đối đầu nhóm Plasma! Nyasu và Akuroma" "Roketto-dan tai Purazuma-dan! Nyāsu to Akuroma!!" (ロケット団VSプラズマ団！ニャースとアクロマ！！)                                          | 28 tháng 3 năm 2013  | 17 tháng 4 năm 2018       |
| 779       | 120            | "Di tích trắng! Satoshi gặp lại N!" "Shiro no Iseki! Satoshi tai Enu!!" (白の遺跡！サトシ対N！！)                                                                                                | 4 tháng 4 năm 2013   | 17 tháng 4 năm 2018       |
| 780       | 121            | "Nhóm Plasma đột kích! Nghi thức hồi sinh!!" "Purazuma-dan Shūgeki! Fukkatsu no Gishiki!!" (プラズマ団襲撃！復活の儀式！！)                                                                      | 11 tháng 4 năm 2013  | 18 tháng 4 năm 2018       |
| 781       | 122            | "Reshiram đối đầu N! Phía trước lý tưởng và sự thật!!" "Reshiramu tai Enu! Risō to Shinjitsu no Kanata e!!" (レシラム対Ｎ！理想と真実の彼方へ！！)                                               | 18 tháng 4 năm 2013  | 18 tháng 4 năm 2018       |
| 782       | 123            | "Tạm biệt Isshu! Chuyến tàu đến với hành trình mới!!" "Saraba Isshu! Aratanaru Funade!!" (さらばイッシュ！新たなる船出！！)                                                                      | 25 tháng 4 năm 2013  | 19 tháng 4 năm 2018       |
| 783       | 124            | "Bánh Honeymitsu ngọt ngào ẩn chứa đầy nguy hiểm!" "Amai Hanīmitsu ni wa Kiken ga Ippai!" (甘いハニーミツには危険がいっぱい！)                                                                   | 2 tháng 5 năm 2013   | 19 tháng 4 năm 2018       |
| 784       | 125            | "Dento, thám tử chuyên gia thẩm định! Vụ án bí ẩn trong căn phòng kín trên biển!" "Somurie Tantei Dento! Daikaigen no Misshitsu!!" (ソムリエ探偵デント！大海原の密室！！)                        | 9 tháng 5 năm 2013   | 20 tháng 4 năm 2018       |
| 785       | 126            | "Tạm biệt Mijumaru! Con đường trở thành vua vỏ sò!!" "Saraba Mijumaru!? Hotachi Kingu e no Michi!" (さらばミジュマル！？ホタチキングへの道！)                                                    | 16 tháng 6 năm 2013  | 20 tháng 4 năm 2018       |
| 786       | 127            | "Hòn đảo của những ảo ảnh! Zoroaku giữa màn sương!" "Gen'ei no Shima! Kiri no Naka no Zoroāku!!" (幻影の島！霧の中のゾロアーク！！)                                                              | 23 tháng 5 năm 2013  | 21 tháng 4 năm 2018       |
| 787       | 128            | "Rotomu và tiến sĩ Okido!" "Rotomu Bui Esu Ōkido-hakase!" (ロトムVSオーキド博士！) | 30 tháng 5 năm 2013  | 21 tháng 4 năm 2018       |
| 788       | 129            | "Vua hải tặc của quần đảo Decolora!" "Dekorora Shotō no Kaizoku Ō!" (デコロラ諸島の海賊王！) | 6 tháng 6 năm 2013   | 22 tháng 4 năm 2018       |
| 789       | 130            | "Satoshi và Butterfree! Hẹn ngày gặp lại!!" "Satoshi to Batafurī! Mata Au Hi made!!" (サトシとバタフリー！また会う日まで！！)                                                                    | 13 tháng 6 năm 2013  | 22 tháng 4 năm 2018       |
| 790       | 131            | "Satoshi và Iris tuyệt giao!? Con đường của sự chia ly!!" "Satoshi to Airisu ga Zekkō!? Wakare no Ippon-michi!!" (サトシとアイリスが絶交！？別れの1本道！！)                                     | 20 tháng 6 năm 2013  | 23 tháng 4 năm 2018       |
| 791       | 132            | "Lời cầu nguyện của Jirachi! 7 ngày kỳ diệu!!" "Jirāchi ni Negai o! Nanokakan no Kiseki!!" (ジラーチに願いを！七日間の奇跡！！)                                                                  | 27 tháng 6 năm 2013  | 23 tháng 4 năm 2018       |
| 792       | 133            | "Đĩa bay ánh sáng! Thành phố của Ohbemu!" "Hikaru Enban! Ōbemu-tachi no Machi!!" (光る円盤！オーベムたちの街！！)                                                                                | 4 tháng 7 năm 2013   | 24 tháng 4 năm 2018       |
|           |                | "Myūtsū ~Kakusei e no Purorōgu~" (ミュウツー ～覚醒への序章（プロローグ）～) | 11 tháng 7 năm 2013  | Không phát sóng           |
| 793       | 134            | "Panji xuất hiện! Erikiteru và Gogoto!!" "Panjī Tōjō! Erikiteru to Gōgōto!!" (パンジー登場！エリキテルとゴーゴート！！)                                                                          | 18 tháng 7 năm 2013  | 24 tháng 4 năm 2018       |
| 794       | 135            | "Kho báu bí ẩn! Chuyến phiêu lưu ở đảo không người!!" "Otakara no Nazo! Mujintō Adobenchā!!" (お宝の謎！無人島アドベンチャー！！)                                                                | 25 tháng 7 năm 2013  | 25 tháng 4 năm 2018       |
| 795       | 136            | "Ibuki và Iris! Kurimugan khác màu!!" "Ibuki to Airisu! Irochigai Kurimugan!!" (イブキとアイリス！色ちがいクリムガン！！)                                                                        | 1 tháng 8 năm 2013   | 25 tháng 4 năm 2018       |
| 796       | 137            | "Onban xuất hiện! Truyền thuyết về Sao chổi và người anh hùng!!" "Onbān Tōjō! Suisei to Yūsha no Densetsu!!" (オンバーン登場！彗星と勇者の伝説！！)                                              | 15 tháng 8 năm 2013  | 26 tháng 4 năm 2018       |
| 797       | 138            | "Tiến lên nào Gogoto!" "Gō Gō Gōgōto!" (ゴーゴーゴーゴート！) | 22 tháng 8 năm 2013  | 26 tháng 4 năm 2018       |
| 798       | 139            | "Emonga gia nhập nhóm Rocket!" "Emonga, Rokketo-dan ni Hairu!" (エモンガ、ロケット団に入る！) | 5 tháng 9 năm 2013   | 27 tháng 4 năm 2018       |
| 799       | 140            | "Dento và người thách đấu băng! Nguy hiểm ở nhà thi đấu Sanyo!!" "Dento Bui Esu Kōri no Chōsensha! San'yō Jimu no Kiki!!" (デントＶＳ氷の挑戦者！サンヨウジムの危機！！)                         | 12 tháng 9 năm 2013  | 27 tháng 4 năm 2018       |
| 800       | 141            | "Best Wishes! Hẹn ngày gặp lại!!" "Besuto Uisshu! Mata Au Hi made!!" (ベストウイッシュ！また会う日まで！！)                                                                                      | 19 tháng 9 năm 2013  | 28 tháng 4 năm 2018       |
| 801       | 142            | "Giấc mơ của tôi, chuyên gia về Pokemon!!" "Ore no Yume, Pokemon Masutā!!" (オレの夢、ポケモンマスター！！)                                                                                      | 26 tháng 9 năm 2013  | 28 tháng 4 năm 2018       |
|           |                | "Dento và Takeshi! Cơn thịnh nộ của Gyaradosu!!" "Dento to Takeshi! Gyaradosu no Gekirin!!" (デントとタケシ！ギャラドスのげきりん！！)                                                           | 3 tháng 10 năm 2013  | 29 tháng 4 năm 2018       |
|           |                | "Iris và Ibuki! Con đường trở thành chuyên gia về rồng!!" "Airisu Bui Esu Ibuki! Doragon Masutā e no Michi!!" (アイリスVSイブキ！ドラゴンマスターへの道！！)                                     | 27 tháng 3 năm 2014  | 29 tháng 4 năm 2018       |